# Бозон, Серж
Серж Бозо́н (фр. Serge Bozon, род. 8 ноября 1972 года, Экс-ан-Прованс, Франция) — французский актёр, режиссёр, кинокритик (постоянный автор статей в журналах La lettre du cinéma и Trafic). Брат оператора Селин Бозон.

## Биография
Родился в 1972 году в Экс-ан-Провансе. Мать из еврейской (сефардской) семьи, отец — француз, родившийся в Алжире. Детство провёл в Руане. В старших классах средней школы обучался в Лионе. В подростковом возрасте увлёкся кино. Среди его юношеских увлечений творчество жанровых режиссёров Аллана Двона, Эдгара Ульмера, Жака Турнёра, а также популярная и рок-музыка первой половины 60-х годов. Изучал математику и философию. Сотрудничал в журналах, посвящёных кино: La Lettre du cinéma, Trafic, Vertigo, Les Cahiers du Cinéma. В 1995 году снялся в качестве актера в фильме «La croisade d’Anne Buridan».
В 1998 году снял свой первый полнометражный фильм — «Дружба». Фильм был снят на деньги самого Бозона за девять дней. Творческий коллектив, состоявший из друзей режиссёра работал бесплатно, а сам режиссёр исполнил главную роль. Фильм вышел в ограниченный прокат во Франции.
Второй фильм Бозона — «Моды» (англ. «Mods» от терминов «Modernism» или «Modism», как называли себя представители британской молодежной субкультуры 1960-х годов). Действие фильма происходит в студенческом городке, куда прибывают к охваченному тяжёлой депрессией брату двое профессиональных военных. Процесс съёмок занял всего тринадцать дней. Саундтрек фильма составили песни «гаражных» групп 1960-х годов: The Callico Wall, The Unrelated Segments, Phil and the Frantics, The Alarm Clocks, The Seeds. Фильм был показан более чем на тридцати кинофестивалях.
В 2007 году закончил фильм «Франция», оператором на котором впервые выступила сестра режиссёра. Главную роль сыграла Сильви Тестю. Одну из последних своих ролей сыграл в фильме Гийом Депардьё, сын Жерара Депардьё. Действие фильма происходит в конце I мировой войны (первоначальный сценарий действие фильма относил к Алжирской войне, которая была заменена на I мировую в ходе подготовки к съёмкам). Герои фильма — молодая женщина, разыскивающая своего мужа, и отряд дезертиров из французской армии, пробивающийся в нейтральные Нидерланды. По мнению ряда фильмов «Франция» замышлялась как антипод известному фильмам Брюно Дюмона «Фландрия» и Жана-Пьера Жёне «Долгая помолвка». Сам режиссёр указывал на советские фильмы 40-х годов о Великой Отечественной войне как на источник своего вдохновения в этом фильме. Премьера картины состоялась на Каннском кинофестивале. Фильм был назван журналом Cahiers du cinéma в числе десяти лучших фильмов 2007 года.
С 4 по 14 ноября 2010 года он организовал с Паскаль Боде в Центре Помпиду программу Beaubourg, la dernière Major!, посвящённую истории французского кино. По этому случаю он создал 45-минутный псевдодокументальный фильм под названием «Импресарио».
В 2013 году на Каннском кинофестивале был представлен новый фильм режиссёра «Тип-топ». Действие происходит в провинции, куда прибывают женщины-следователи для расследования убийства полицейского информатора. Главную роль сыграла Изабель Юппер. В фильме отчётливо заметно ирония в адрес политики французского правительства в отношении иммигрантов и действий правоохранительных органов.
Как актер снялся в более чем 40 кинолентах, часто в эпизодических ролях. Среди последних фильмов с участием Сержа Бозона: «Женщина из Пятого округа» Павла Павликовского, «Синяя комната» Матьё Амальрика, «Сен-Лоран. Стиль — это я» Бертрана Бонелло.
Является лидером группы молодых французских кинематографистов, которая называет себя «Свободные радикалы» или «Новое французское кино». В состав этой группы входят: Жан-Шарлем Фитусси, Аксель Ропер (супруга и постоянный автор или соавтор сценариев режиссёра), Бенжамен Эсдраффо, Сандрин Ринальди, Пьер Леон, Жан-Поль Сивейрак (Сивейрак и Леон несколько старше своих единомышленников).

## Особенности творчества
Своими кумирами и образцами в творчестве режиссёр называет представителей французской новой волны второго ряда — Поля Виккиали, Жана-Клода Бьетта, Пьера Зукка. Среди его любимых режиссёров: Фриц Ланг, Отто Премингер, Говард Хоукс, Николас Рэй.
Для фильмов режиссёра характерна отстранённость в изложении событий, использование мелодий и текстов песен 60-х годов, ирония по отношению к персонажам, критика в адрес традиционных буржуазных ценностей. Его фильмы сочетают условности и характерные особенности различных жанров — в первую очередь мюзикла и роуд-муви, а также кампус-комедии, мелодрамы…. В своих фильмах Бозон широко использует импровизацию, предоставляет актёрам широкую самостоятельность. В отличие от значительной части представителей артхауса, эксплуатирующих гиперреализм и эротику и насилие, Бозон не касается подобных тем в своих фильмах. Фильмы Бозона высоко оценены кинокритиками, но не привлекают массовую аудиторию.

## Фильмография в качестве режиссёра
| Год  | Название фильма                               | Режиссёр | Актёр | Сценарист                                                                 | Награды |
| ---- | --------------------------------------------- | -------- | ----- | ------------------------------------------------------------------------- | --- |
| 1998 | Дружба (L’amitié, Франция, 84 минуты)         | Да       | Да    |                                                                           | |
| 2002 | Моды (Mods, Франция, 59 минут)                | Да       | Да    |                                                                           | Entrevues Film Festival, 2002 год — Победитель в номинации Léo Scheer Award, номинация в категории Woosuk Award. Jeonju Film Festival, 2004 год — номинация в категории Woosuk Award. |
| 2007 | Франция (La France, Франция, 102 минуты)      | Да       |       | Да                                                                        | Mexico City International Contemporary Film Festival, 2008 год — Победитель в номинации Best Director — Fiction. Prix Jean Vigo, 2007 год — Победитель в номинации Feature Film. Chicago International Film Festival, 2007 год — номинация на Gold Hugo Feature Film. Tallinn Black Nights Film Festival, 2007 год — номинация на Grand Prize. |
| 2011 | Импресарио (L’imprésario, Франция, 43 минуты) | Да       |       |                                                                           | |
| 2013 | Tip Top (Франция, 106 минут)                  | Да       |       | Да, адаптация романа Билла Джеймса (под псевдонимом Дэвид Крейг), диалоги | Каннский кинофестиваль, 2013 — Победитель в номинации SACD Prize (Directors' Fortnight) — Special Mention. Art Cinema Award от Французской конфедерации артхаусных кинотеатров, Label Europa Cinema от Ассоциации европейских кинотеатров |
| 2017 | Миссис Хайд (Madame Hyde, Франция, 95 минут)  | Да       |       | Да                                                                        | |

## Личная жизнь
- Женат на Аксель Ропер (она является автором сценариев ко всем его фильмам и сотрудницей журнала La lettre du cinéma). Имеет двух детей.
- Среди хобби: настольный теннис, выступления в качестве диджея[14]. Вот как описывает очевидец выступление Бозона в этом качестве[15]:

«В полумраке забитого до отказа бара в Ист-Виллидж — без вывески, но числящегося в телефонной книге под киношным названием Heathers,1 — мужчина под сорок в винтажной сорочке навыпуск и с копной необузданных волос сутулится над диджейской вертушкой и четырьмя увесистыми стопками пластинок-сорокапяток. Незатихающий гул публики, собравшейся здесь в апрельский субботний вечер, заглушает старомодную музыку, звучащую из трескучих колонок — американский гараж-рок и sunshine pop. Диджей прибыл из Парижа пару дней назад, но крутить винил перед толпой бородачей в лыжных шапочках, фетровых шляпах и крупногабаритных очках — далеко не главная цель его трансатлантического визита».